# NK Novakovec
NK Novakovec je nogometni klub iz Novakovca.
Trenutačno se natječe u 2. ŽNL Varaždin.